# Viesīte (novads)
Viesīte est une ancienne municipalité de Lettonie, située dans la région de Sémigalie. En 2009, la population s'élevait à 4 705 habitants.
Le 1er juillet 2021, à la suite d'une réforme administrative et territoriale, elle est supprimée et fusionnée avec la municipalité de Jēkabpils.